# Wettsteinina pachyasca
Wettsteinina pachyasca är en svampart som först beskrevs av Niessl, och fick sitt nu gällande namn av Franz Petrak. Wettsteinina pachyasca ingår i släktet Wettsteinina, ordningen Pleosporales, klassen Dothideomycetes, divisionen sporsäcksvampar och riket svampar.   Inga underarter finns listade i Catalogue of Life.